# Referèndum d'independència de Montenegro del 2006
El referèndum sobre la independència de Montenegro va ser realitzat el 21 de maig de 2006 a la llavors regió serbomontenegrina de Montenegro. El seu objectiu era definir la futura situació política d'aquest territori.
El plebiscit permetia als electors montenegrins triar entre la permanència a Sèrbia i Montenegro o la independència. Es va sotmetre a aprovació o rebuig la proposta següent:
| « | Želite li da Republika Crna Gora bude nezavisna država sa punim međunarodno-pravnim subjektivitetom? | Voleu que Montenegro sigui un estat independent amb completa legitimitat legal i internacional? | » |

Perquè la independència de Montenegro fos aprovada i reconeguda, s'havien de complir els següents requisits establerts: havia de votar, com a mínim, el 50% de les persones amb dret a vot; i el vot «Sí» havia d'obtenir un resultat superior al 50% dels vots emesos vàlidament.
Amb caràcter previ al referèndum, la Unió Europea va declarar que en cap cas reconeixeria la independència de Montenegro si el «Sí» no obtenia almenys el 55% dels vots favorables en la consulta. Durant els dies previs al referèndum, la principal preocupació de bona part dels montenegrins no era tant el resultat del referèndum, sinó evitar caure a la “zona grisa”. Aquesta era pronosticada pràcticament per totes les enquestes, que vaticinaven entre el 50 i el 55% de vots favorables a la independència. En aquest cas, el país estaria obligat per llei a independitzar-se, però no seria reconegut internacionalment. En aquest cas, el Govern de Montenegro tindria plena sobirania sobre el seu territori, però les relacions internacionals seguirien gestionades per Sèrbia indefinidament.
El resultat del referèndum va donar finalment com a guanyadora l'opció independentista amb un 55,5% dels vots vàlidament emesos, de manera que es van esvair els temors del poble montenegrí. La victòria del «Sí» es concretaria el 3 de juny, amb la declaració d'independència de l'estat adriàtic. Dos dies més tard, el 5 de juny de 2006, després de la independència de Montenegro, Sèrbia i Montenegro va dissoldre l'estructura regional de Montenegro (ja sense poder efectiu), i va canviar el seu nom pel de República de Sèrbia, que és com se la coneix actualment.

## Antecedents
Després de la creació de la República Federal de Iugoslàvia el 1992 (després de la separació de Bòsnia i Hercegovina, Croàcia, Eslovènia i Macedònia del Nord de l'antiga República Federal Socialista de Iugoslàvia), Montenegro va realitzar un plebiscit aquest mateix any per definir la seva independència. Tot i això, la proposta va ser rebutjada per prop d'un 96% dels vots, a causa del boicot realitzat tant per grups musulmans com pels propis proindependentistes.
La República Federal de Iugoslàvia, a causa de la greu crisi interna en què es trobava, va haver de ser reestructurada donant origen a la Unió de Sèrbia i Montenegro després de la promulgació de la nova Constitució. Producte de les pressions de grups independentistes, aquesta constitució va establir un mecanisme per a la dissolució de la unió:
| « | Després d'un període de tres anys, els estats membres tindran dret a iniciar processos per al canvi del seu estatus o per separar-se de la Unió de Sèrbia i Montenegro. La decisió de secessió de la Unió de Sèrbia i Montenegro s'haurà de fer després d'un referèndum, el qual haurà de ser aprovat per algun dels estats membres tenint en compte els estàndards democràtics reconeguts internacionalment. En cas que Montenegro decideixi separar-se de la Unió de Sèrbia i Montenegro, els instruments legals internacionals corresponents a la República Federal de Iugoslàvia, en particular la Resolució 1244 del Consell de Seguretat de les Nacions Unides, concerniran i seran aplicats íntegrament a Sèrbia en qualitat de successora. L'estat membre que implementi aquest dret no heretarà el dret a ser reconegut internacionalment i tots els litigis seran dirigits separadament entre l'estat successor i el nou estat independent. | » |

Després de l'aprovació de la carta magna, el govern regional montenegrí va decidir discutir la realització del plebiscit. Inicialment, el govern va proposar un referèndum amb aprovació per majoria simple, però els grups opositors hi van objectar, aprovant-se malgrat tot l'opció governamental. Tot i això, el delegat de la Unió Europea per a l'antiga Iugoslàvia, Miroslav Lajčák, va establir una majoria qualificada del 55% com a requisit indispensable per a que la UE reconegués la independència del país.
La campanya a favor de la independència va ser liderada pel Partit Social-Demòcrata i el Partit Democràtic dels Socialistes. La cara visible dels partidaris del «Sí» va ser el primer ministre Milo Đukanović. Per l'altra banda, els unionistes van ser encapçalats per Predrag Bulatović. Tot i que la campanya en general va ser neta, van existir algunes acusacions de xantatge i corrupció dels independentistes, acusacions d'intervencionisme serbi i fins i tot alguns brots de violència. Del 19 al 22 de maig, Montenegro Airlines va decidir suspendre prop de 34 vols. Algunes enquestes prèvies a la realització del referèndum deien que prop del 56% dels montenegrins recolzaven la independència, però que existia grans probabilitats de que el percentatge definitiu caigués a l'anomenada àrea grisa (entre un 50% i 55%), una situació que, segons Đukanović, podria generar un clima d'inestabilitat al país.

## Votació
| Plebiscit nacional de Montenegro 21 de maig de 2006 | Plebiscit nacional de Montenegro 21 de maig de 2006 | Plebiscit nacional de Montenegro 21 de maig de 2006 |
| --------------------------------------------------- | --------------------------------------------------- | --------------------------------------------------- |
| «Sí»                                                | 230.711                                             | 55,50%                                              |
| «No»                                                | 184.954                                             | 44,50%                                              |
| Vots vàlids                                         | 415.665                                             | 99,14%                                              |
| Nuls / En blanc                                     | 3.571                                               | 0,86%                                               |
| Total vots                                          | 419.236                                             | 86,49%                                              |
| Cens                                                | 484.718                                             | 100%                                                |

La Comissió Estatal d'Eleccions va comunicar aquell dia que l'elecció s'estava produint de manera normal i que més del 60% del cens havia votat durant les primeres set hores dels comicis. La xifra finalment va arribar al 86,3% dels més de 480.000 votants convocats a les urnes.
Mentre es realitzaven els escrutinis, l'organització no governamental Centre de Monitorització va afirmar a les 23.45 (CEST) que l'opció «Sí» estaria aconseguint un 56,34% dels vots. Això va provocar celebracions a Podgorica per part dels proindependentistes i el Primer Ministre Milo Đukanović va proclamar la victòria. Tot i això, Pedrag Bulatović, líder dels partidaris del «No», va rebutjar la validesa d'aquesta informació i va recomanar esperar als resultats oficials, informant que prop de 20% de centres de votació havien tancat l'escrutini amb un avantatge dels unionistes d'entre 4 i 5 punts.
Ja avançada la nit i mentre els independentistes seguienm celebrant l'eventual victòria, les estimacions van començar a estrènyer el marge de diferència entre les dues posicions. A la 01:40 de la matinada, Milo Đukanović anunciava que l'opció «Sí» portava el 55,5%, mentre que Bulatović mantenia que el percentatge era del 54% dels vots, donant per fracassant el projecte independentista.
Les primeres dades oficials no van ser lliurades fins al matí del 22 de maig. František Lipka, president de la Comissió Electoral, va certificar la victòria del «Sí» per un 55,4%. En aquest escrutini, però, mancava el recompte de prop de 19.000 vots (corresponents a 45 taules). Els problemes en aquestes taules van endarrerir el lliurament del còmput definitiu -que es va posposar fins al dimarts 23 de maig a les 08:30, hora local- i va concloure amb la victòria dels independentistes amb un 55,50% dels vots vàlids.

## Efectes

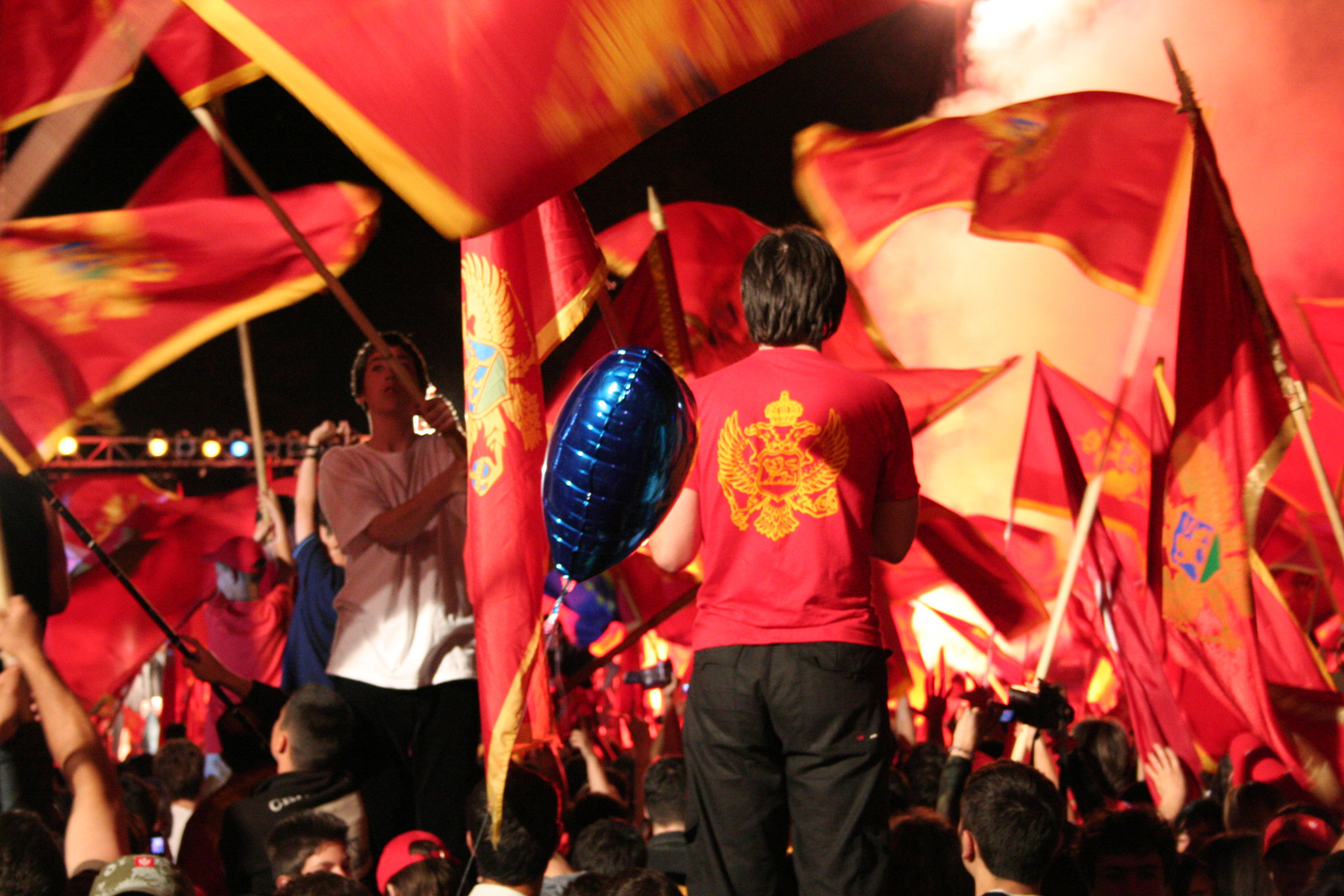
Celebració dels partidaris de la independència a Cetinje.

A Podgorica, després dels primers resultats oficials de dilluns 22, Đukanović proclamava enmig de les celebracions que «els ciutadans de Montenegro han recuperat la seva sobirania». Entre tant, els grups unionistes van protestar pels resultats ja que consideraven que s'havien comès diverses irregularitats, especialment en algunes localitats de majoria albanesa i musulmana. A Belgrad, les autoritats federals van cridar a la calma. D'una banda, el president de Sèrbia Boris Tadić va reconèixer els resultats, mentre que el primer ministre Vojislav Koštunica va dir que esperaria fins que s'haguessin resolt els al·legats dels grups dissidents.
Diverses autoritats es van manifestar. Javier Solana, Alt Representant de la UE per a Afers exteriors i Política de Seguretat, va afirmar que «nosaltres respectarem totalment el resultat del referèndum» i posteriorment va sol·licitar que el mateix fessin tots dos bàndols, unionistes i secessionistes, cosa que també va realitzar l'OSCE.
D'acord amb la legislació montenegrina, en els quinze dies posteriors al plebiscit s'havien de lliurar els resultats oficials, que havien de ser aprovats per l'Assemblea Nacional en un termini màxim de 60 dies. A continuació, caldria fer els canvis necessaris en la Constitució de Montenegro per decretar la independència, per al que s'havia de dissoldre l'Assemblea i convocar eleccions constituents en 90 dies més. Aquesta nova Assemblea havia d'adoptar, amb un quòrum de 2/3, els canvis proposats o crear-ne un document nou. D'altra banda, Montenegro havia de començar a ser reconegut internacionalment pels diversos organismes internacionals com ara l'Organització de les Nacions Unides.
D'acord amb allò expressat per Đukanović, un dels principals passos per al país havia de ser la presentació d'una candidatura per formar part de la Unió Europea, seguint els passos d'Eslovènia. Els montenegrins creien que, després de la separació de Sèrbia, el procés es veuria agilitzat, ja que Montenegro no havia d'enfrontar-se al vet que pesava sobre l'encara vigent Federació Serbiomontenegrina, a causa del retard en la captura de Ratko Mladić.
Per la seva part, Sèrbia havia d'ajustar el seu sistema polític per enfrontar la separació del petit estat costaner, mentre sorgia la possibilitat que Kosovo encetés un procés similar al montenegrí per obtenir la seva independència. En aquest sentit, l'OTAN ja havia establert que ambdós processos eren diferents. Semblant al cas kosovar, a Europa hi havia certes preocupacions pel fet que la independència de Montenegro pogués incentivar altres anhels separatistes, com la República Srpska, Abkhàzia o Nagorno Karabakh. Per la seva part, els estats de Transnistria i Ossètia del Sud van convocar plebiscits per al 17 de setembre i el 12 de novembre de 2006, respectivament. Fins i tot, alguns grups independentistes catalans i bascos van insinuar la possibilitat de sol·licitar un referèndum i el Partit Popular va advertir que el projecte d'Estatut d'Autonomia de Catalunya equivalia al plebiscit montenegrí, situacions que Javier Solana va qualificar com un debat que «ratlla al delirium tremens».
El referèndum també va afectar el panorama esportiu, perquè Sèrbia i Montenegro s'havia classificat per disputar la Copa del Món de Futbol del 2006 i, després d'un temps, van decidir que havia de jugar l'equip complet, tot i que Montenegro ja s'havia independitzat de Sèrbia.
El 3 de juny de 2006, en una sessió especial del Parlament regional de Montenegro, aquest declararia la independència del país, la qual seria acceptada per Sèrbia i Montenegro immediatament. Per la seva banda, el dia 5 Sèrbia i Montenegro decretaria oficialment la fi de la Unió i el seu establiment com a estat independent.